# محمدتقی بیگ
محمدتقی بیگ، روستایی از توابع بخش نوخندان شهرستان درگز در استان خراسان رضوی . کار این مردم علاوه بر گاوداری ، کشاورزی و کشت گندم و جو در ارتفاعات و کاشت شالی زارها و برداشت محصول برنج که کیفیت عطر و طعم آن زبان زد مردم خراسان می باشد و در طول سال یک بار برداشت می باشد.
.

## جمعیت
این روستا در دهستان درونگر قرار دارد و براساس سرشماری مرکز آمار ایران در سال ۱۳۸۵، جمعیت آن ۶۰۸ نفر (۱۷۲خانوار) بوده‌است.